# 이극견 가계 석물군
이극견 가계 석물군(李克堅 家系 石物群)은 전북특별자치도 군산시 임피면 축산리에 있다. 군산시의 향토문화유산 제18호로 지정되었다.

## 개요
이극견은 조선 초기 세종 때 태어나 연산군에 이르기까지 활동한 관료였다. 자는 중고(仲固)이며 부친은 이예손(李禮孫)이다. 그는 통례원 좌통례(通禮院 左通禮)에 재임중 1504년(연산군10) 갑자사화(甲子士禍)로 연루되어 일문(一門)이 멸족(滅族)을 당하게 되자 처가(妻家)인 임피(臨辟)로 피신하였다가 별세하였다. 이곳에는 이극견, 이반, 이영부 등 3대의 묘역이 조성되어 있다. 이극견 가계 유물군은 문관석 8기, 비석 2기, 망주석 2기가 있으며 화강암과 규석을 사용한 조선 초기의 문양과 형식을 갖춘 빼어난 조형물로서 고미술학적으로 가치가 높다